# Hans Patsch

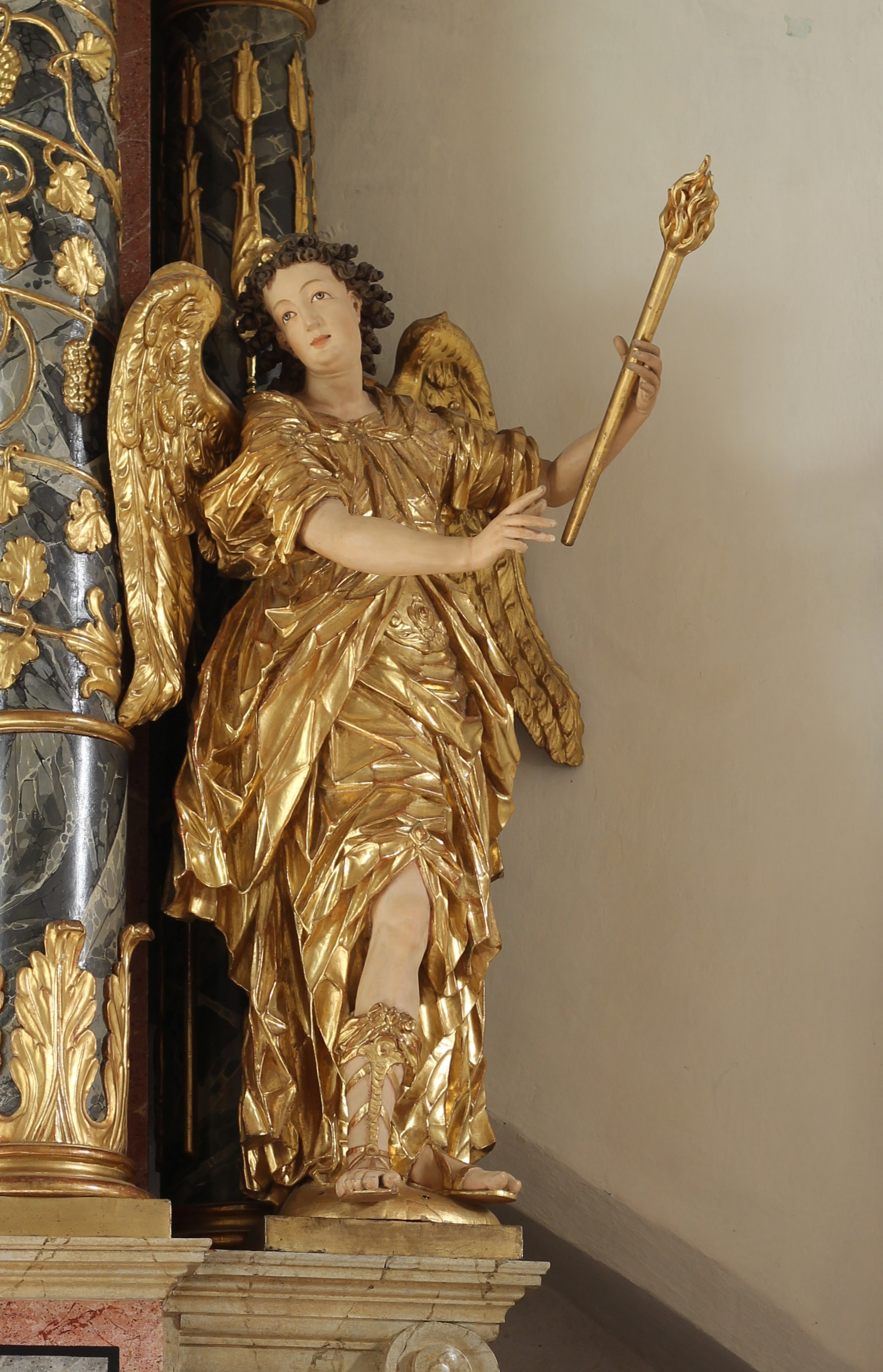
Engel in der Pfarrkirche von Partschins

Johann (Hans) Patsch (auch Pätsch; * 1600 in Landeck; † nach 1646) war ein Tiroler Barockbildhauer.

## Leben
Hans Patsch lernte bei einem unbekannten und vermutlich unbedeutenden Meister und schnitzte mit 18 Jahren als sein Gesellenstück den Altar für die Pestkapelle in Biberwier. Anschließend erhielt er von 1619 bis 1623 seine weitere Ausbildung beim schwäbischen Bildhauer Christoph Rodt in Neuburg an der Kammel. Er schuf Altäre für Kirchen im Tiroler Oberland und im Vinschgau und bevorzugte den splittrigen Faltenstil der Weilheimer Schule. Er gilt als der erste bedeutende Bildhauer des Frühbarock in Tirol und seinem Lehrmeister Rodt als ebenbürtig. Hans Patsch ist zuletzt 1646 in Meran nachweisbar. Einer seiner Schüler war Michael Lechleitner aus Grins.

## Werke
- Hochaltar, Pestkapelle (Rochuskapelle), Biberwier, 1618[3]
- Schnals, St. Anna in Karthaus,  Statuen am Hochaltar, 1626/27[5]
- ehemaliger Hochaltar, Pfarrkirche Pfunds (Madonna mit Kind erhalten), 1626/27[2]
- Kruzifix, Pfarrkirche Bach, um 1630[6]
- Michaelsaltar, Johanneskirche, Imst, um 1630[7]
- Stehende Madonna auf der Mondsichel, um 1630, Tiroler Landesmuseum Ferdinandeum[8]
- Altar, Kirche Mariä Heimsuchung, Plawenn, um 1631[9]
- Kruzifix mit Mater dolorosa, Pfarrkirche zur Schmerzhaften Muttergottes, Riffian, um 1633
- Hochaltar, Klosterkirche Müstair, um 1634
- Schluderns, St. Katharina, Gottvater im Engelkranz, um 1634[10]
- Schluderns, St. Michael am Friedhof,  Immaculata[11]
- Altarfiguren Kruzifix und Dolorosa in St. Nikolaus (Meran), um 1640[12]
- Seitenaltäre in St. Ulrich in Plars (Algund) 1640/1641. Die Altäre waren ursprünglich in der Kirche des Klosters Maria Steinach und wurden nach dessen Auflösung hierher übertragen.[13]
- Partschins, Pfarrkirche St. Peter und Paul, Am Altar im linken Seitenschiff zwei große Engelfiguren, um 1640[14]
- Schnals, Wallfahrtskirche Unser Frau in Schnals Kruzifix an der Friedhofskapelle, um 1640[15]
- Eyrs, St. Remigius, Seitenaltäre, Giebelstatuetten, um 1640[16]